# Norm
Série
Norm of the North: Keys to the Kingdom
(2018)
Pour plus de détails, voir Fiche technique et Distribution.
Norm (Norm of the North), ou Normand du Nord au Québec, est un long métrage d'animation américain réalisé par Trevor Wall et sorti en 2016. C'est un film d'aventure animé en images de synthèse.

## Synopsis
L'Arctique étant menacé par Monsieur Greene (un ambitieux promoteur qui veut y vendre des maisons de luxe préfabriquées) Normand, un ours polaire ayant la particularité de pouvoir communiquer avec les humains, se rend à New York en compagnie de trois lemmings pour tenter d'alerter l'opinion publique sur les dangers de coloniser l'Arctique. Sur place, l'ours et les lemmings trouvent une alliée en la personne d'Olympia, une fillette passionnée par les questions écologiques, dont la mère travaille comme agent immobilier pour le vil Monsieur Greene. Leur plan : Faire en sorte que Normand devienne le porte-parole du promoteur immobilier pour ensuite profiter de son capital sympathie et retourner le grand public à sa cause.

## Fiche technique
- Titre : Norm
- Titre québécois : Normand du Nord
- Titre original : Norm of the North
- Réalisation : Trevor Wall
- Scénario : Daniel R. Altiere, Steven M. Altiere et Malcolm T. Goldman
- Musique : Stephen McKeon
- Production : Nicolas Atlan, Ken Katsumoto, Steve Rosen, Liz Young, Mike Young
- Studios de production : Assemblage Entertainment, Splash Entertainment (en) et Telegael (ga)
- Studios de distribution : Lions Gate Film ; TF1 en France[2]
- Pays d'origine :  France,  États-Unis et  Irlande
- Langue originale : anglais
- Format : couleur - 1,85:1
- Durée : 91 minutes
- Dates de sortie[3] : 
  - États-Unis : 15 janvier 2016
  - France : 21 décembre 2016

## Distribution

### Version originale (américaine)[4]
- Rob Schneider : Normand, dit « Norm »
- Heather Graham : Vera
- Maya Kay : Olympia
- Ken Jeong : monsieur Greene
- Colm Meaney : le grand-père de Normand
- Bill Nighy : Socrates
- Loretta Devine : Tamecia
- Gabriel Iglesias : Stan / Pablo
- Michael McElhatton : Laurence, l'acteur
- Salome Jens : la conseillère Klubeck

### Version française
- Omar Sy : Norm[5]
- Sybille Tureau : Vera
- Lucien Jean-Baptiste : Stan
- Med Hondo : le grand-père de Norm
- Emmanuel Curtil : monsieur Greene
- Danièle Douet : la conseillère Klubeck
- Bernard Alane : Socrate
- Juliette Poissonnier : Janet

### Version québécoise[6][réf.nonconforme]
- François Godin : Normand
- Véronique Marchand : Véra
- Jean-François Beaupré : M. Greene
- Manuel Tadros : le grand-père
- Catherine Trudeau : Olympia
- Tristan Harvey : Pablo
- Christian Perrault : Stan
- Carl Béchard : Socrate